# Xinerama
Xinerama (транслит. Ксинерама)(произносится Зинерама) — модульное расширение для оконной системы X Window System, позволяющее приложениям и оконным менеджерам работать на двух или более физических дисплеях как на одном «виртуальном» дисплее.
Первоначально разработано компанией DEC (под названием PanoramiX — ПанорамИкс), переданная The Open Group для включения в состав релиза X11 версии 6.4 (X11R6.4), тогда же переименована в Xinerama. После этого включена также в релиз XFree86 версии 4.0, а также операционной системы Solaris 7 релиз 11/99.